# Šimpy a Tatin
Šimpy a Tatin (dle Sedmičky Šimpi a Tatik, Aktuálně.cz uvádí jméno druhého samce jako Tanin) jsou dva makakové červenolící, kteří 22. června 2010 uprchli z odděleného výběhu sloužícího pro neukázněné opice (tzv. polepšovny) v olomoucké zoologické zahradě na Svatém Kopečku v době, kdy pracovníci zoo na dobu ořezávání větví vypnuli elektrický ohradník. Po útěku se rozdělili a jejich výskyt byl hlášen z různých míst. Opice kradly na zahradách kedlubny, fazole nebo jablka a občas se nechaly i krmit z ruky, ale obezřetně utíkaly v případě, když měly podezření, že člověk kolaboruje se zoo.
Podle zooložky Jitky Vokurkové makakům nehrozí v české přírodě nebezpečí od ostatních zvířat a mohou přežít ve volné přírodě i zimu, protože tento druh pochází z Japonska z podobné zeměpisné šířky.
Spolu byli oba makakové viděni naposledy v Pohořanech.
Šimpy putoval přes Svitavsko a Žďársko. Začátkem listopadu mířil obloukem na severozápad k Moravské Třebové, do 8. prosince byl hlášen ze 14 různých míst, v polovině ledna byl viděn u Dalečína na Vysočině. Dopaden  byl ve čtvrtek 24. února 2011 v podvečer u Licibořic u Nasavrk na Chrudimsku, asi 112 km západoseverozápadně od Olomouce. Poté, co se od starosty Licibořic nechal krmit téměř z ruky, utekl na strom před přivolanými třemi jednotkami hasičů, policisty a veterináři v celkovém počtu dvaceti lidí, kteří jej po čtyřhodinovém vyjednávání omámili uspávací střelou a kolem šesté hodiny večer sejmuli pomocí výsuvného automobilového žebříku ze stromu. Před Záchrannou stanici pro zvířata Pasíčka u Skutče byl předán olomoucké zoo, která jej umístila do karantény. Během své nepřítomnosti podle hlavní zooložky zoo Libuše Veselé ztratil sociální pozici v tlupě. Během pobytu v přírodě zesílil a zkrásněla mu srst. Po odchytu se na ošetřovatele mračí, ale potravu neodmítá.
Tatin byl podle zpráv z konce února 2011 naposledy viděn v Budišově nad Budišovkou na Opavsku, severovýchodně od Olomouce, a zdržuje se pravděpodobně ve vojenském prostoru Libavá. Do 8. prosince 2010 byl jeho výskyt hlášen z 8 míst, začátkem prosince 2010 se objevil i v Olomouci. Od roku 2012 není zřejmé, zda je Tatin stále naživu.